# Anaciaeschna
Anaciaeschna – rodzaj ważek z rodziny żagnicowatych (Aeshnidae).
Do rodzaju należą następujące gatunki:
- Anaciaeschna jaspidea
- Anaciaeschna martini
- Anaciaeschna megalopis
- Anaciaeschna melanostoma
- Anaciaeschna moluccana
- Anaciaeschna montivagans
- Anaciaeschna triangulifera